# Hipposideros scutinares
Hipposideros scutinares és una espècie de ratpenat de la família dels hiposidèrids. Viu a Laos i el Vietnam. El seu hàbitat natural són les coves situades en zones de relleu calcari. Està amenaçat per la pertorbació del seu hàbitat i, a Laos, possiblement per la caça. El seu nom específic, scutinares, deriva dels mots llatins scutum ('escut') i nares ('nas' o 'narius'), en referència a la forma de la fulla nasal.